# Alan Wilson (Musiker)
Alan „Blind Owl“ Christie Wilson (* 4. Juli 1943 in Boston, Massachusetts; † 3. September 1970 in Topanga, Kalifornien) war ein US-amerikanischer Sänger, Mundharmonikaspieler, Gitarrist und Komponist, der vor allem als Gründungsmitglied der Band Canned Heat bekannt war.

## Leben und Karriere
Wilson wuchs in seiner Heimatstadt Boston auf und schloss sein Musikstudium an der Boston University mit einem Master ab. Er verdiente sich Geld hinzu, indem er in Cambridge (Massachusetts) in Cafés und Folk-Clubs auftrat, wie dem Club 47, in dem damals Musiker wie Joan Baez, Bob Dylan und Tom Rush auftraten.
Wilson galt als Blues-Historiker und -Plattensammler und schrieb während seines Studiums und danach verschiedene Artikel über Bluesmusiker für die Musikzeitschrift Broadside Of Boston, so auch über Robert Pete Williams und Son House.
Nachdem Son House 1964 von Dick Waterman, Nick Perls und Phil Spiro wiederentdeckt worden war, half ihm Wilson dabei, sich das Repertoire an Songs, das er in den 1930er und 1940er Jahren gespielt und aufgenommen, inzwischen aber vergessen hatte, neu zu erarbeiten. Zusammen veröffentlichten sie das Album Father of the Delta Blues (Columbia Records), bei dem Wilson auf einigen Stücken die zweite Gitarre oder Mundharmonika spielte.
1965 ging Wilson mit John Fahey auf eine unbedeutende Tournee von Boston nach Los Angeles. Von Fahey bekam Wilson den Spitznamen Blind Owl, da er dicke Brillengläser benötigte, um seine schwache Sehkraft auszugleichen. Später half Wilson Fahey bei dessen Masterarbeit über Charley Patton.
Über Fahey kam Wilson mit Bob Hite zusammen, mit dem er 1965 die Band Canned Heat gründete. Mit Canned Heat feierte er seine größten Erfolge. Er spielte Rhythmus- und Slide-Gitarre, Mundharmonika, gelegentlich Piano und übernahm neben Hite den Gesang. Zusammen mit Canned Heat trat er 1967 beim Monterey Pop Festival und 1969 beim Woodstock-Festival auf. Seine hohe Tenorstimme gehört zu den wenigen, die bei der Dokumentation klar hörbar sind. Zu dieser Zeit galten er und Henry Vestine, laut dem Musikmagazin Downbeat, als das beste Gitarristen-Duo, wobei Vestine als der bessere Gitarrist und Wilson als der bessere Mundharmonikaspieler angesehen wurde.
Wilson war ein überzeugter Anhänger des Naturschutzes. So schrieb er 1969 das Lied Poor Moon zum Thema „Mondverschmutzung“ und den Essay Grim Harvest über die Riesenmammutbaumwälder in Kalifornien, die von San Francisco bis nach Oregon reichen, welcher im Inlay des Canned-Heat-Albums Future Blues abgedruckt ist.
Neben seiner Arbeit mit Canned Heat trat Wilson noch mit weiteren Musikern auf.
1969 traf Wilson zufällig Sunnyland Slim, mit dem er das Album Slim's Got His Thing Going On aufnahm und veröffentlichte. Neben ihm wirkten auch weitere bekannte Musiker wie Shakey Horton, Johnny Shines und Willie Dixon an dem Album mit.
1970 nahm er mit Son House bei einem Live-Auftritt im 100 Club, London, ein weiteres Album John The Revelator: The 1970 London Sessions auf.
Ebenfalls 1970 arbeitete Wilson mit seinem Vorbild John Lee Hooker zusammen und wirkte bei dem Album Hooker 'n Heat mit, bei dem der Song The World Today entstand, den er am Piano begleitete.

## Tod
Wilson, der mit seinem Erfolg nicht zurechtkam, verfiel mehr und mehr in Depressionen und versuchte mehrfach, sich das Leben zu nehmen.
Im September 1970 starb Wilson im Alter von 27 Jahren in Topanga an einer Überdosis von Barbituraten.
Durch seinen Tod durch Suchtmittelmissbrauch im Alter von 27 Jahren – und kurz vor den stärker in Erinnerung gebliebenen Toden von Jimi Hendrix und Janis Joplin – wird Wilson häufig zum Klub 27 ergänzt, teils auch als eines von dessen „ursprünglichen“ Mitgliedern anerkannt.

## Rezeption
Wilson wird zudem in Peter Handkes Roman Der kurze Brief zum langen Abschied erwähnt. Den Erzähler schmerzt dort der Tod Wilsons immerfort. Zudem werden zwei Lieder sowie Textzeilen in die Handlung eingebaut.
Die ostdeutsche Bluesrockband Engerling thematisierte im 1977 erstveröffentlichten Titel "Mama Wilson" Leben und Tod Wilsons. Die Langspielplatte "Engerling Blues", auf welcher der Titel 1979 wiederveröffentlicht wurde, verkaufte sich 100.000 Mal und förderte damit die posthume Bekanntheit Wilsons in der DDR.

## Diskografie

### Mit Canned Heat
- 1967: Canned Heat (Liberty)
- 1968: Boogie with Canned Heat (Liberty)
- 1968: Living the Blues (Liberty)
- 1969: Hallelujah (Liberty)
- 1970: Vintage (Aufnahmen von 1966) (Janus)
- 1970: Canned Heat Cookbook (Best of 1967–1969) (Liberty)
- 1970: ’70 Concert: Recorded Live in Europe (Liberty)
- 1970: Future Blues (Liberty)
- 1970: Woodstock (Cotillion)
- 1971: Woodstock Two (Cotillion)
- 1971: Hooker ’n Heat (mit John Lee Hooker) (Liberty)
- 1971: Live at Topanga Corral (Aufnahmen von 1969) (Wand)
- 1994: Woodstock: Three Days of Peace and Music (4-CD-Box) (Atlantic)
- 2000: The Boogie House Tapes Vol. 1 (Ruf)
- 2004: The Boogie House Tapes Vol. 2 (Ruf)
- 2006: Instrumentals 1967–1996 (Ruf)
- 2008: The Boogie House Tapes Vol. 3 (Ruf)
- 2013: The Blind Owl (Kompilation) (Severn)

→ für eine komplette Diskografie der Band siehe Diskografie von Canned Heat

### Mit anderen Musikern
- 1965: Father of the Delta Blues mit Son House (Columbia)
- 1966: Guitar Vol. 4: The Great San Bernardino Birthday Party mit John Fahey (Takoma)
- 1967: Fred Neil mit Fred Neil (Capitol)
- 1969: Slim’s Got His Thing Goin’ On mit Sunnyland Slim (World Pacific)
- 1970: John the Revelator: The 1970 London Sessions mit Son House (Sequel)
- 1971: Hooker ’n Heat mit John Lee Hooker (Liberty)
- 1992: Old Girlfriends and Other Horrible Memories mit John Fahey (Eine Aufnahme von 1968) (Varrick)